# Болкан Нюз (1916 – 1919)
„Болкан Нюз“ (на английски: Balkan News) е английски вестник, излизал в Солун, Гърция от 1916 до 19 май 1919 година по време и малко след Първата световна война.
Вестникът е предназначен за британските експедиционни войски на Солунския фронт. Излиза ежедневно в четири страници и публикува новини от фронта. Редакцията издава и седмичната хумористична притурка („издавана от комитаджиите“) „Ориент Уийкли“.
- Брой №295, 28 август 1917 г.
- „Ориент Уийкли“, 7 октомври 1917 г.
- „Ориент Уийкли“, 14 октомври 1917 г.